# San Luis (subdelegación)
San Luis fue una de las subdelegaciones que integró el antiguo departamento de San Fernando. Estaba inicialmente compuesta por tres distritos.
El territorio de la subdelegación fue organizado por decreto del presidente José Joaquín Pérez Mascayano el 14 de agosto de 1867.

## Historia
La subdelegación fue creada por decreto supremo del 14 de agosto de 1867, que divide el departamento de San Fernando en veinte subdelegaciones. El documento determina así sus límites:

Al norte, por los cerros del Calabozo y Yáquil, desde la puntilla del Mogote hasta la de los Silvas; al este y sur, por el camino público de Nancagua; y al oeste, por el camino de Cervantes y su prolongación en línea recta a través del río hasta la puntilla de los Silvas.

Se dividió en tres distritos: 1.° La Capilla, 2.° Los Olivos y 3.° El Calabozo.
Por decreto del 22 de diciembre de 1891 fueron creadas varias comunas en el departamento de San Fernando, entre ellas la comuna de Placilla, a la que pasó a pertenecer esta subdelegación junto con la homónima.
El Decreto con Fuerza de Ley N.º 8.583 del 30 de diciembre de 1927 redistribuye el territorio del departamento de San Fernando. Así, el distrito de Manantiales pasó a integrarse a la subdelegación de San Fernando, mientras que los distritos de Placilla y Dehesa se anexaron a la de Nancagua.

## Administración
La administración del territorio estaba a cargo del subdelegado, subordinado al gobernador departamental y nombrado por él. Duraban dos años en el cargo, aunque también podían ser nombrados indefinidamente. Podían ser cesados por el gobernador, quien debía dar cuenta de esto al intendente provincial. Los distritos, en tanto, eran regidos por un inspector, quien respondía a las órdenes del subdelegado, quien tenía la potestad de nombrarlos o removerlos dando cuenta al gobernador departamental.